# 格兰丁 (北达科他州)
格兰丁（英語：Grandin），是美国北达科他州下属的一座城市。根据2010年美国人口普查，该市有人口173人。